# October Tide
October Tide – szwedzka grupa wykonująca muzykę z pogranicza doom i melodic death metalu. Powstała w 1994 roku początkowo jako projekt członków zespołu Katatonia: Jonasa Renkse i Fredrika Norrmana. Pod wydaniu drugiego albumu w 1999 roku projekt został rozwiązany. W 2009 roku Norrman wznowił działalność October Tide w odnowionym składzie.

## Historia
Pierwsze demo October Tide powstało w 1995 r. W 1997 r. Jonas Renkse i Fred Norrman wydali debiutancki album Rain Without End pod skrzydłami wytwórni VIC Records. W 1999 r. światło dzienne ujrzało drugie i jednocześnie ostatnie wydawnictwo - Grey Dawn. Na tym albumie partie wokalne wykonywał Mårten Hansen (A Canorous Quintet).

## Muzycy
| Obecny skład zespołu - Fredrik "North" Norrman - gitara, gitara basowa (1994-1999), gitara (od 2009) - Mattias "Kryptan" Norrman - gitara basowa (2012-2016), gitara (od 2016) - Alexander Högbom - śpiew (od 2012) - Johan Jönsegård - gitara basowa (od 2016) - Jonas Sköld - perkusja (od 2016) Byli członkowie zespołu - Jonas Renkse - perkusja, gitara, śpiew (1994-1999) - Mårten Hansen - śpiew (1999) - Robin Bergh - perkusja (2009-2015) - Emil Alstermark - gitara (2009-2016) - Tobias Netzell - śpiew (2009-2012) - Pierre Stam - gitara basowa (2010-2012) - Jocke Wallgren - perkusja (2015-2016) |  | Muzycy sesyjni i koncertowi - Jonas Kjellgren - gitara basowa (2010) - Johan "Jonken" Jansson - gitara basowa (2010) - Mattias Norrman - gitara basowa (2011) - Jocke Wallgren - perkusja (2014) - Jonas Sköld - perkusja (2016) |

## Dyskografia
- Rain Without End (1997, Vic Records)
- Grey Dawn (1999, Avantgarde Music)
- A Thin Shell (2010, Candlelight Records)[2]
- Tunnel of No Light (2013, Pulverised Records)[3]
- Winged Waltz (2016, Agonia Records)[4]